# برج ان‌بی‌سی
برج ان‌بی‌سی، (به انگلیسی: NBC Tower) آسمان‌خراش ۳۷ طبقه به ارتفاع ۱۹۱ متر، با کاربری اداری-تجاری است، که در شهر شیکاگو، ایلینوی، ایالات متحده آمریکا مستقر می‌باشد. پروژه ساخت این ساختمان در سال ۱۹۸۶ آغاز شد و در سال ۱۹۸۹ تکمیل و افتتاح گردید.
سبک معماری این ساختمان تقلیدی از طراحی هنر آرت دکو محسوب میگردد.

## نگارخانه

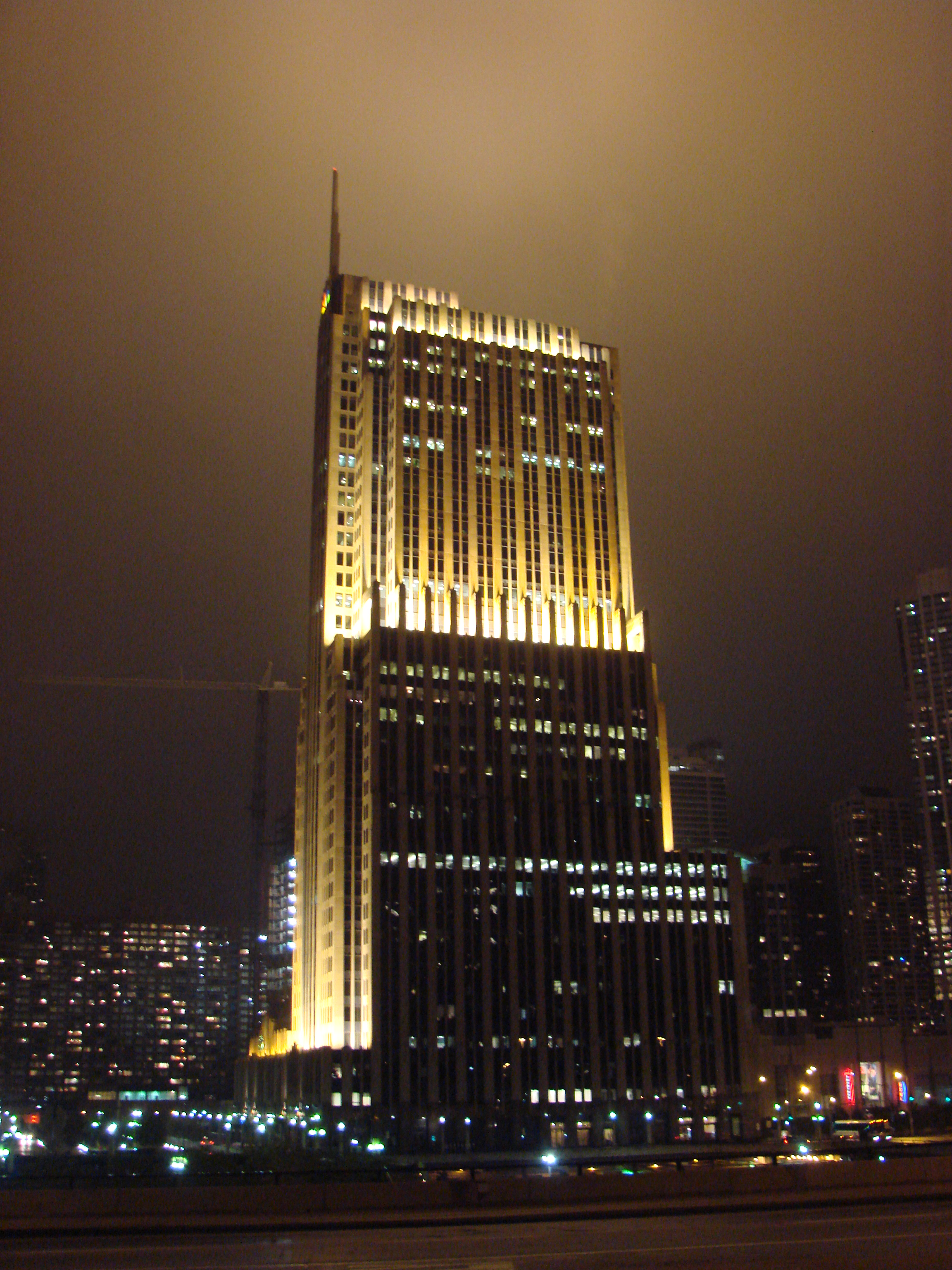
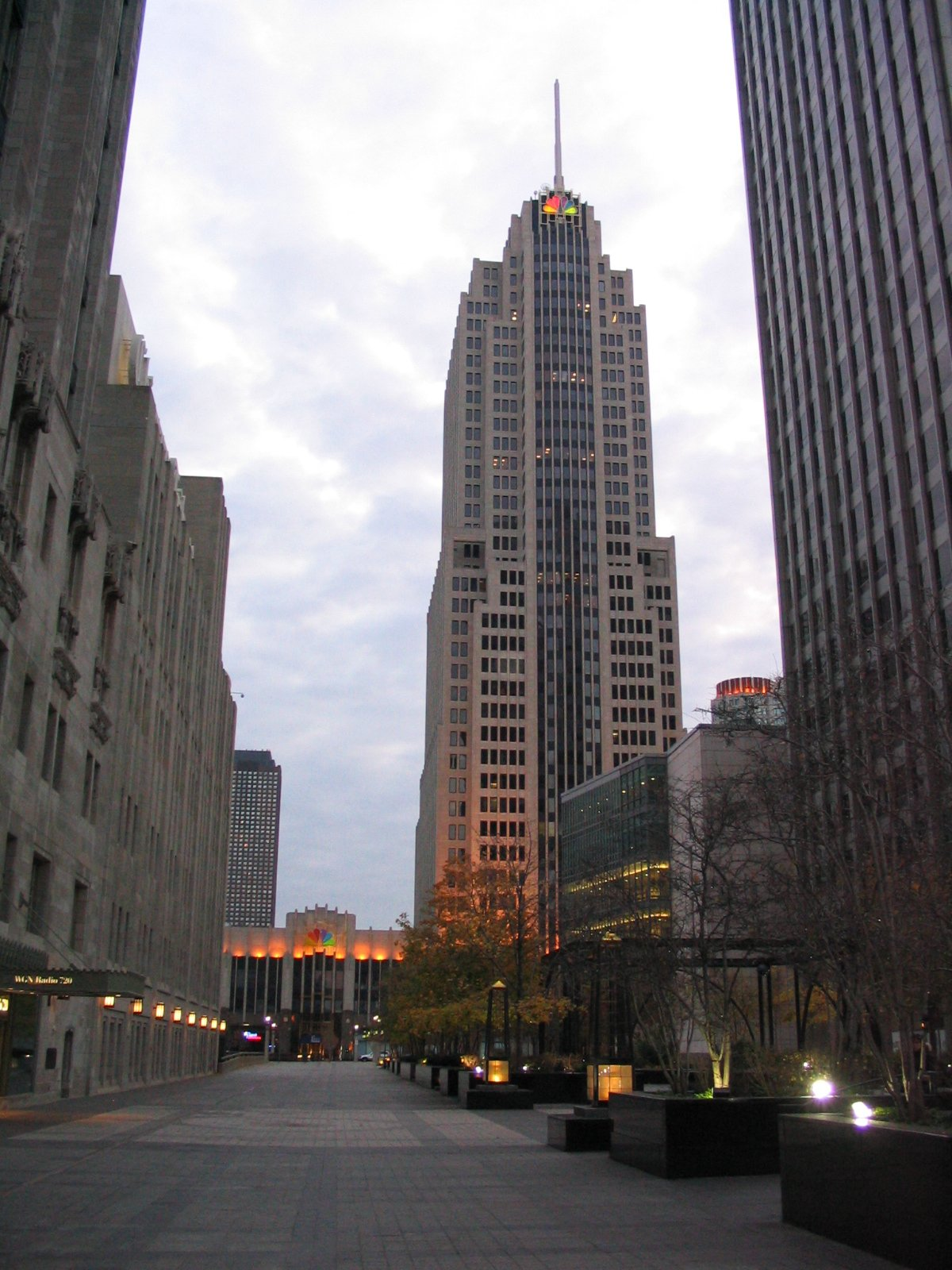
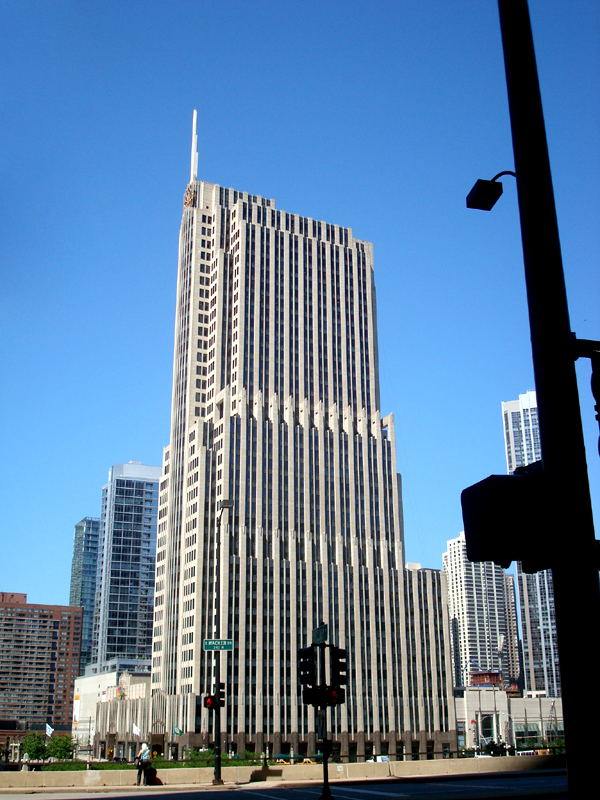
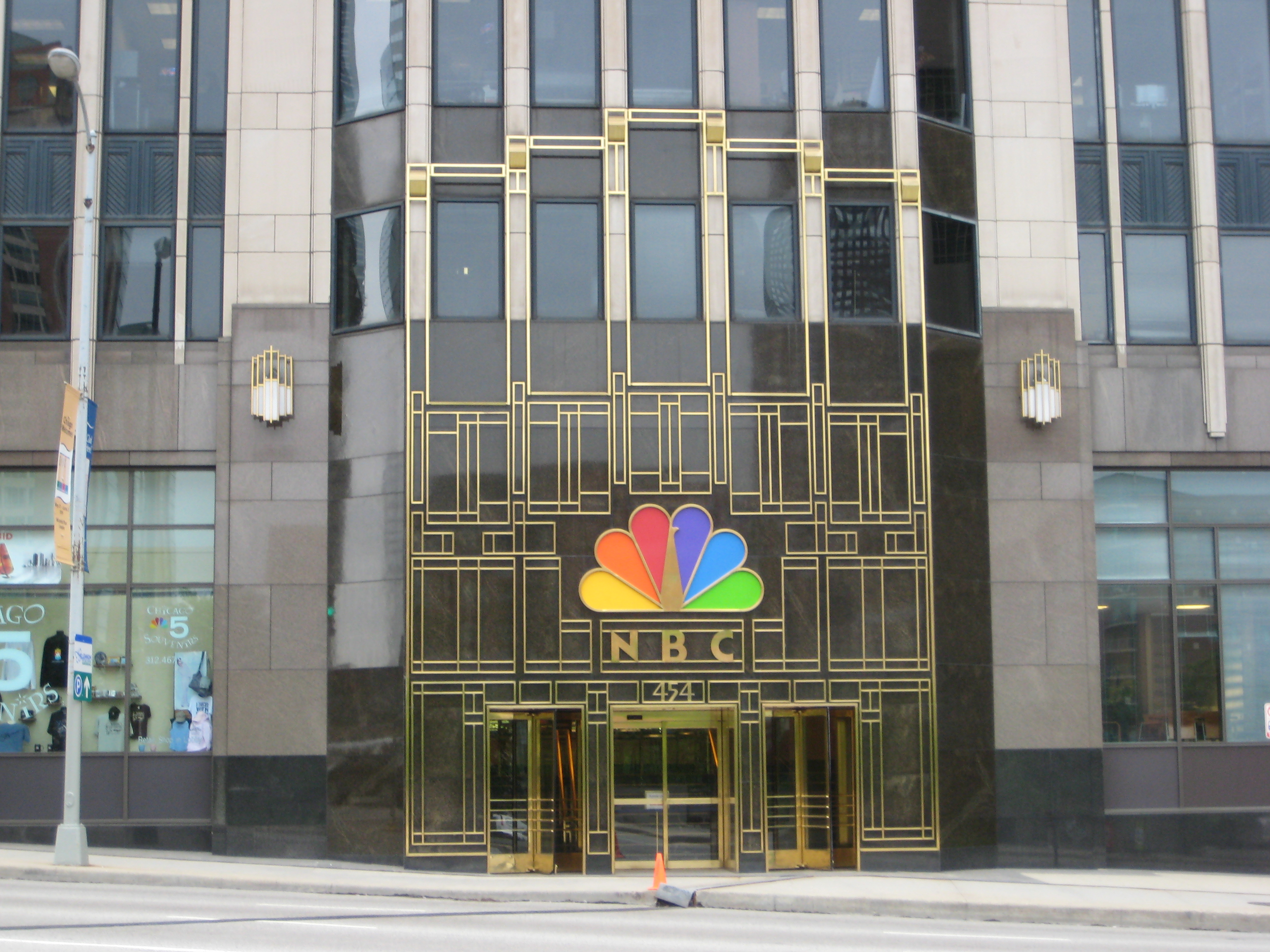